# Salesianer Don Boscos

Logo der Salesianer Don Boscos

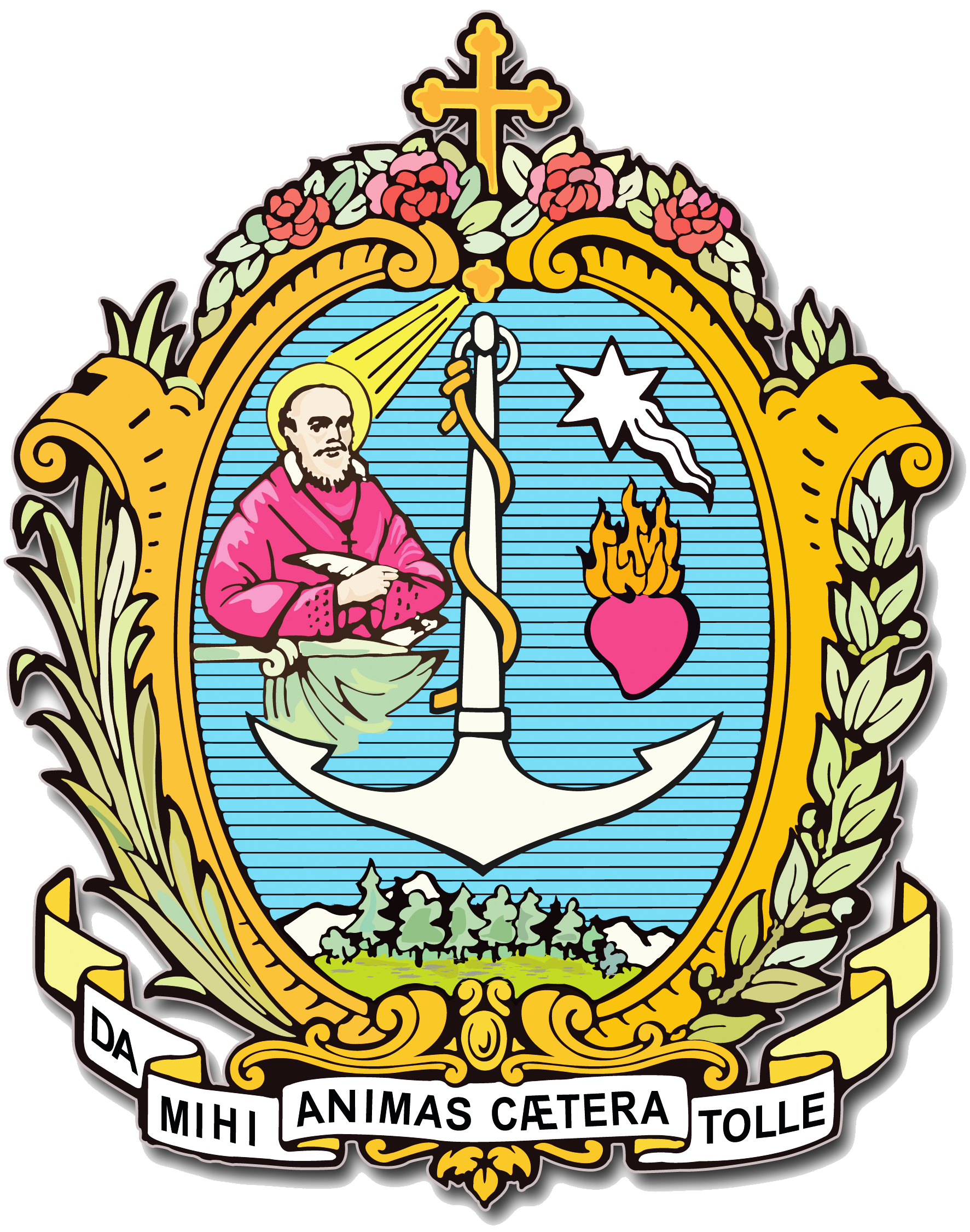
Wappen der Priesterbruderschaft

Die Salesianer Don Boscos (Ordenskürzel SDB; offiziell Societas Sancti Francisci Salesii, „Gesellschaft des Heiligen Franz von Sales“) sind eine 1859 gegründete Ordensgemeinschaft der römisch-katholischen Kirche und gehen zurück auf den italienischen Priester Giovanni Bosco (1815–1888), kurz „Don Bosco“ genannt. Die Salesianer Don Boscos zählen mit ihrem von Don Bosco begründeten pädagogischen Präventivsystem zu den Pionieren der Jugendarbeit im 19. Jahrhundert in Italien. Neben den Jesuiten, den Benediktinern und den Franziskanern bilden sie eine der größten Männerordensgemeinschaften der römisch-katholischen Kirche und sind weltweit aktiv.

## Geschichte

### Vorgeschichte und Gründung

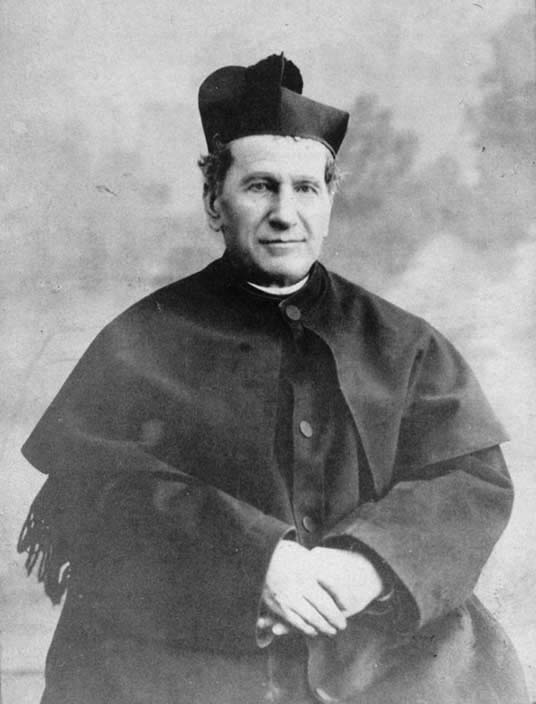
Der Ordensgründer Giovanni Bosco

Am 26. Januar 1854 gab Don Bosco einer kleinen Gruppe von Mitarbeitern, darunter Michael Rua und Giovanni Cagliero, den Namen „Salesianer“. Am 25. März 1855 legte Michael Rua als erster Salesianer private Gelübde in die Hände Don Boscos ab, bald nach ihm auch Vittorio Alasonatti.
Am 29. Mai 1855 erhielt der Plan, eine Ordensgemeinschaft zu gründen, durch die „Rattazzi-Gesetze“ einen Rückschlag, mittels derer zahlreiche Ordensgemeinschaften von Seiten des Staates aufgelöst wurden.
1858 schrieb Don Bosco einen schriftlichen Entwurf der ersten Salesianischen Konstitutionen.
Das Immaculata-Fest am 8. Dezember 1859 wurde mit rund 1000 Jugendlichen, darunter 184 Internen, gefeiert. Am Tag darauf verkündete Don Bosco bei einer Zusammenkunft mit 19 Mitarbeitern, dass die Stunde gekommen sei, der schon seit langer Zeit geplanten „Frommen Gesellschaft des hl. Franz von Sales“ eine Form zu geben.
Am Sonntag, den 18. Dezember 1859, traf sich Don Bosco nach dem Abendgebet mit 17 Mitarbeitern und kam mit ihnen überein, „sich als eine Gesellschaft oder Kongregation zu errichten, die die gegenseitige Hilfe zur eigenen Heiligung zum Ziel hat und sich vornimmt, die Ehre Gottes und das Heil der Seelen, besonders derer, die am meisten der Belehrung und Erziehung bedürfen, zu fördern“. Dies gilt als Gründungsdatum der Kongregation. Zu den Gründungsvätern der Kongregation und ersten Generalräten gehörten Vittorio Alasonatti (Präfekt), Michael Rua (Geistlicher Direktor), Angelo Savio (Ökonom), Giovanni Cagliero, Giovanni Bonetti und Carlo Ghivarello (Sekretär).
Im Jahre 1860 wurde die Zahl der Internen auf 355 Jugendliche gesteigert.

### Entwicklung
Als Don Bosco am 31. Januar 1888 starb, umfasste die Kongregation 773 Salesianer und 276 Novizen in 57 Häusern in sechs Provinzen. 1910, beim Tod Don Ruas, hatte sich die Zahl bereits auf 4.001 Salesianer und 371 Novizen erhöht. Bis in die Mitte der sechziger Jahre stieg die Zahl der Salesianer Don Boscos kontinuierlich auf über 22.000 Menschen an; seither ging sie kontinuierlich, aber langsamer auf zuletzt unter 16.000 zurück. Während die Zahl der Nationen in den letzten Jahren leicht stieg, gingen die Zahlen der Provinzen und der kanonisch errichteten Häuser, aufgrund von Zusammenlegungen, leicht zurück.
| Jahr       | Salesianer Don Boscos | Novizen          | Häuser (kanonisch errichtet) | Salesianer pro Haus | Provinzen | Nationen |
| ---------- | --------------------- | ---------------- | ---------------------------- | ------------------- | --------- | -------- |
| 1888       | 773+276=1049          | 773+276=1049     | 58                           | 18,1                | 6         | 10       |
| 1910       | 4001+371=4372         | 4001+371=4372    | 387                          | 11,3                | ?         | 30       |
| 1921       | 4638+437=5075         | 4638+437=5075    | 413                          | 12,3                |           |          |
| 1931       | 8059+895=8954         | 8059+895=8954    | 692                          | 12,9                |           |          |
| 1951       | 15182+1182=16364      | 15182+1182=16364 | 1076                         | 15,2                |           |          |
| 1964       | 20857+1185=22042      | 20857+1185=22042 | 1348                         | 16,4                |           |          |
| 1977       | 16599+420=17019       | 16599+420=17019  | 1584                         | 10,7                |           |          |
| 1992       | 17017+558=17575       | 17017+558=17575  | 1676                         | 10,5                | 84        | 95       |
| 1995       | 16899+657=17556       | 16899+657=17556  | 1770                         | 9,9                 | 118       |          |
| 2005       | 16008+560=16568       | 16008+560=16568  |                              |                     |           |          |
| 31.12.2007 | 15750+484=16234       | 15750+484=16234  | 1847                         | 8,8                 | 96        | 129      |
| 31.12.2008 | 15577+515=16092       | 15577+515=16092  | 1859                         | 8,7                 | 93        | 129      |
| 31.12.2009 | 15465+487=15952       | 15465+487=15952  |                              |                     | 92        | 130      |
| 31.12.2010 | 15282+481=15763       | 15282+481=15763  |                              |                     | 89        | 130      |
| 31.12.2011 | 15145+415=15560       | 15145+415=15560  |                              |                     | 89        | 131      |
| 31.12.2012 | 15014+480=15494       | 15014+480=15494  | 1823                         | 8,5                 | 90        | 132      |
| 31.12.2013 | 14893+480=15373       | 14893+480=15373  | 1816                         | 8,5                 | 90        | 132      |
| 31.12.2014 | 14611+426=15037       | 14611+426=15037  | 1811                         | 8,3                 | 86        | 131      |

## Bedeutung und Verbreitung

### Weltweit
2012 gehörten die 15.494 Salesianer Don Boscos (inklusive der Bischöfe und der Novizen) mit den Jesuiten und den Franziskanern (OFM) zu den größten männlichen Ordensgemeinschaften der römisch-katholischen Kirche. Sie sind in 132 Staaten aktiv. 2009 unterhielten sie dabei ca. 7610 Einrichtungen (Werke). Im Regelfall hat ein kanonisch errichtetes Haus also mehrere Einrichtungen.
Die Reihenfolge der Länder mit den meisten Salesianern war 2014: Indien (2552), Italien (2103), Spanien (1045), Polen (911) und Brasilien (638), Argentinien (417), Mexiko (321), Kolumbien (305), Philippinen (281).

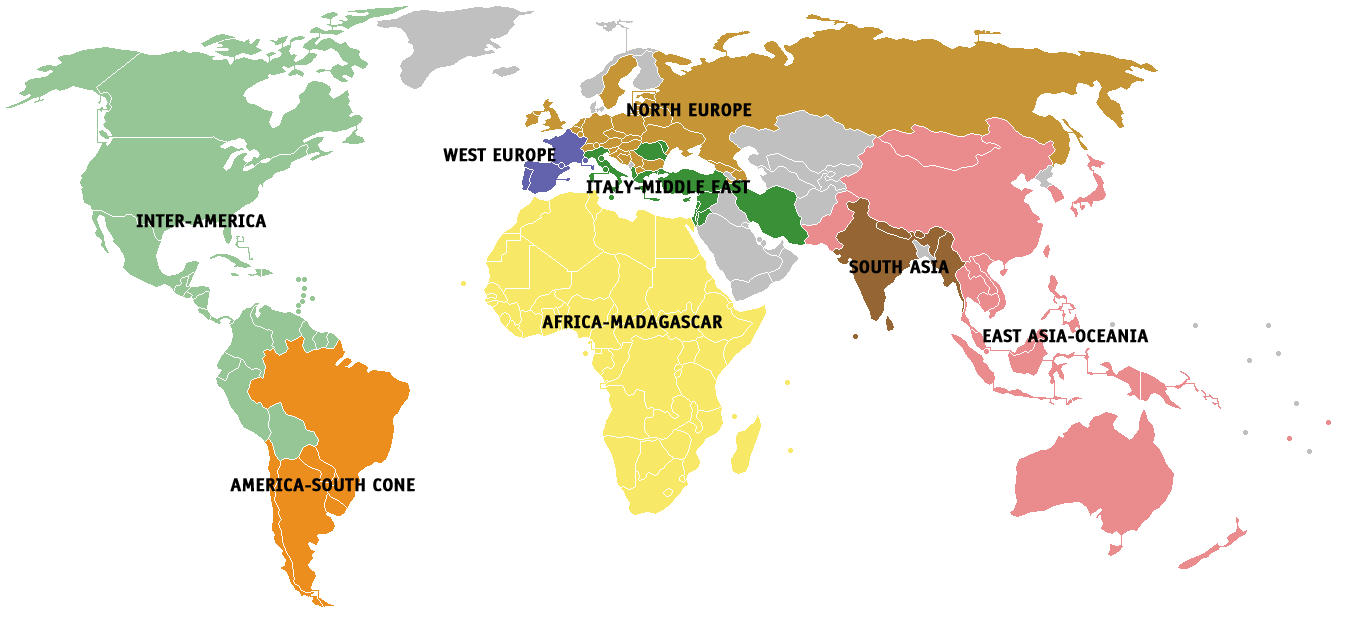
Provinzen der Salesianer Don Boscos weltweit (Stand bis 2014)

Bis 2014 waren die bestehenden 90 Provinzen und Visitatorien in 9 Regionen aufgeteilt:
- Afrika und Madagaskar
- Amerika – Südkegel
- Interamerika
- Italien – Naher Osten
- Nordeuropa
- Ostasien – Ozeanien
- Südasien (Indien)
- Westeuropa
- Rom

Seit dem 27. Generalkapitel 2014 gibt es nur noch 8 Regionen, da die drei europäischen Regionen zu zwei zusammengefasst wurden. Die Region Westeuropa mit Spanien und Frankreich wurde aufgelöst. Spanien gehört nun mit der ehemaligen Region „Italien – Naher Osten“ zur neuen Region „Mittelmeer“. Frankreich kam zur neuen Region „Mittel- und Nordeuropa“.
Eine Sonderstellung haben in Rom das Generalat und die Päpstliche Universität der Salesianer.
Schätzungen zufolge werden die Salesianer Don Boscos bei ihrer Arbeit mit rund 16 Millionen Jungen und Mädchen von rund 150.000 haupt-, neben- und ehrenamtlichen Mitarbeitern (z. B. Lehrern und Sozialarbeitern) unterstützt.

### Deutschland, Österreich und die Schweiz
Die für den deutschsprachigen Raum ersten Salesianer Don Boscos wurden 1903 nach Wien berufen; 1905 wurde die österreichische Provinz errichtet, die alle Niederlassungen im gesamten Kaiserreich umfasste.
Im heutigen Deutschland konnten die Salesianer Don Boscos aufgrund der gesetzlichen Situation als Ordensgemeinschaft mit Sitz im Ausland erst 1916 in Würzburg ein Haus kanonisch errichten. Dort leiteten die Patres aus der Kongregation der Salesianer Don Boscos zunächst ein in diesem Jahr in der Dominikanergasse vom seit 1890 bestehenden Verein Lehrlingsschutz eröffnetes katholisches Lehrlingsheim. (Die Gebäude des Lehrlings- und Jugendheimes wurden 1939 von den nationalsozialistischen Behörden vereinnahmt.) Der seit 1905 in Österreich-Ungarn tätige oberschlesische Pater August Hlond war für den Orden bedeutend und wurde 1919 Provinzial der deutschsprachigen Provinz, ehe er 1925 zum Bischof in Kattowitz geweiht wurde.
In Deutschland und der deutschsprachigen Schweiz arbeiteten 2005 346 Salesianer Don Boscos zusammen mit über 1600 Mitarbeitern in 33 Einrichtungen. In Österreich arbeiteten 2021 46 Salesianer Don Boscos in 7 Niederlassungen.
Der deutsche Provinzial ist seit 2017 P. Reinhard Gesing als Nachfolger von P. Josef Grünner, der österreichische Provinzial ist seit 2020 P. Siegfried M. Kettner.
Die größte Ordensniederlassung im deutschen Sprachraum befindet sich in Benediktbeuern mit etwa 50 Mitbrüdern. Dort befand sich auch die von der deutschen und österreichischen Provinz gemeinsam getragene Philosophisch-Theologische Hochschule Benediktbeuern, die 2013 den Lehrbetrieb einstellte. Die für die Entwicklung der österreichischen Provinz bedeutsamste Niederlassung ist das Studienheim Maria Hilf in Unterwaltersdorf, heute bekannt als Don Bosco Gymnasium Unterwaltersdorf.

### Tätigkeitsfelder
Haupttätigkeitsfelder der Kongregation sind die Jugendseelsorge/Jugendpastoral und die Jugendarbeit/Jugendsozialarbeit, aber auch die Heimerziehung, die Berufsbildung, die Jugendbildung, die schulische Bildung, die Berufungspastoral, die Soziale Kommunikation und die Mission.

### Leitungsstruktur und Nomenklatur
| Titel       | Weltebene (generalata)             | Provinzebene (ispettoria)              | Hausebene (casa)                 |
| ----------- | ---------------------------------- | -------------------------------------- | -------------------------------- |
| Oberer      | Generaloberer (rettor maggiore)    | Provinzial (ispettore)                 | Direktor (direttore)             |
| Sitz        | Generalat (casa generalizia)       | Provinzialat (casa ispettoriale)       | Haus (casa)                      |
| Rat         | Generalrat (consiglio generale)    | Provinzialrat (consiglio ispettoriale) | Hausobernrat (consiglio di casa) |
| Versammlung | Generalkapitel (capitolo generale) | Provinzkapitel (capitolo ispettoriale) | Mitbrüderversammlung             |

Die Nomenklatur der Ämter und Titel im Italienischen lehnt sich im Kontext der Gründungsgeschichte im 19. Jahrhundert an das Schulsystem an. Im Grunde entsprechen daher weder die Titel Provinzial, Pater oder Bruder der salesianischen Diktion. Da im deutschsprachigen Raum der Titel Inspektor zwar für einen Schulinspektor, nicht aber für einen Ordensoberen zu vermitteln war und es für das im Italienischen als Priesteranrede übliche Don keine adäquate Übersetzung gibt, wurden die Benennungen in diesen Fällen nicht übernommen.

## Wappen und Logo der Ordensgemeinschaft
Das Wappen wurde noch zu Lebzeiten Don Boscos angenommen und besteht aus einem Anker, einem Stern und einem entflammten Herzen für die drei christlichen Tugenden Glaube, Hoffnung und Liebe, ferner der figürlichen Darstellung des Ordenspatrons Franz von Sales und der symbolischen Darstellung des Ordensgründers Don Bosco mittels einer Landschaft aus Wald (bosco) vor Bergen, die Vervollkommnung und Streben bedeuten; der Wappenspruch lautet Da mihi animas, caetera tolle (lat. „Gib mir die Seelen, das Übrige nimm“, Gen 14,21  – Gen 14,21 ).
Das aktuelle Logo der Kongregation stellt eine Kombination zweier bereits länger etablierter Logos innerhalb der Kongregation dar, derjenigen der deutschen und brasilianischen Provinzen, die unabhängig voneinander von anderen Provinzen in der jeweiligen Region und darüber hinaus übernommen worden waren. Die „deutsche“ Komponente zeigt drei stilisierte, in rot gehaltene Personen, Don Bosco in der Mitte, verbunden mit zwei Kindern. Symbolisieren die Arme ein Dach, so die drei Personen dessen Säulen, die Prävention mittels Religion, Vernunft und liebevolle Güte versinnbildlichend, wobei Rot für die Liebe steht. „Brasilianisch“ ist der für den Ordensnamen und -patron stehende dynamische Weg in S-Form, der von einem stilisierten Herzen eingefasst wird, das an einen Globus gemahnt.

## Don-Bosco-Familie
Der zur Don-Bosco-Familie gehörende und ebenfalls von Don Bosco gegründete Frauenorden heißt Don-Bosco-Schwestern. Auch die Salesianischen Mitarbeiter Don Boscos wurden bereits von Don Bosco selbst gegründet.
Gemeinsam mit den Gliedern der gesamten Salesianischen Familie zeichnen sich die Salesianer Don Boscos durch eine salesianische Spiritualität aus, die in ihren Wurzeln auf Franz von Sales zurückgeht.
Im Blick auf die Heiligen und Seligen der Don-Bosco-Familie gibt es einen Kalender für die Eigenfeiern der Don-Bosco-Familie.

## Medientätigkeit

### ANS und Don Bosco Verlag
Die Salesianer Don Boscos unterhalten eine internationale Nachrichtenagentur mit dem Namen „Agenzia iNfo Salesiana“ (ANS). In Deutschland ist in München der seit 1925 bestehende Don Bosco Verlag ansässig, der heute zusammen mit einer Fachbuchhandlung und einer Druckerei als Don Bosco Medien GmbH firmiert.

### Bollettino Salesiano und Don Bosco Magazin
Die Salesianer Don Boscos geben für die Don-Bosco-Familie provinz- bzw. sprachgruppenweise das „Bollettino Salesiano“ (deutscher Titel: Don Bosco Magazin) heraus. Dieses Bulletin ist erstmals 1877 in italienischer Sprache erschienen, 1879 kam die französische, 1886 die spanische und 1895 die deutsche Ausgabe hinzu. Heute gibt es das Magazin in 20 Sprachen und rund 50 verschiedenen Ausgaben.

## Missionstätigkeit

### Geschichte

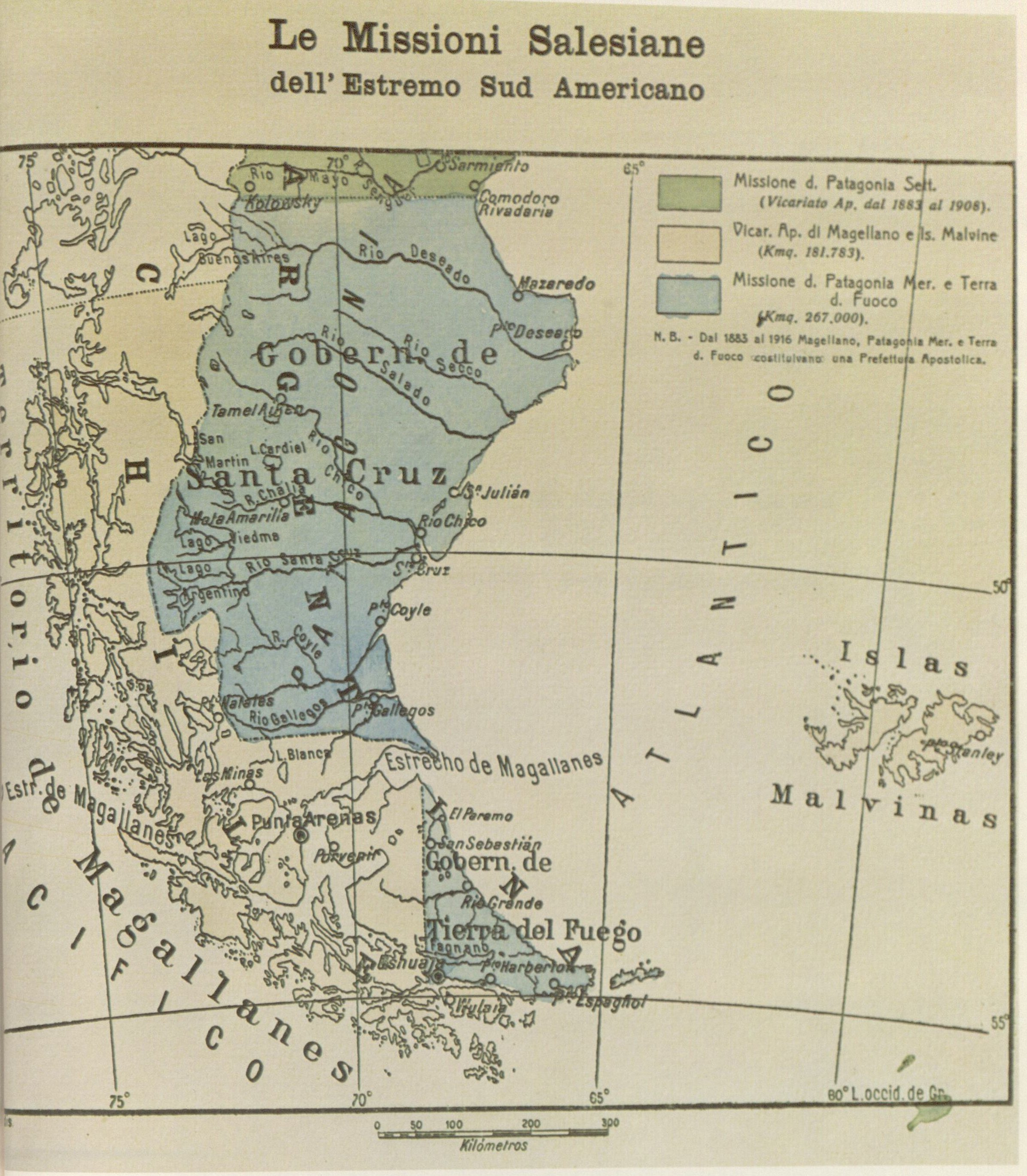
Karte der salesianischen Missionen in Südamerika von 1916

Am 11. November 1875 sandte Don Bosco die erste Missionsexpedition unter Leitung von Giovanni Cagliero nach Argentinien aus, am 14. November 1876 eine zweite unter Leitung von Francesco Bodratto. Bei der dritten Expedition 1877 reisten auch Don-Bosco-Schwestern mit. Der Schwerpunkt der Missionstätigkeit lag ab 1879 auf Patagonien. 1884 wurde Don Cagliero zum Apostolischen Vikar von Patagonien ernannt. Immer von Buenos Aires aus ging man 1876 nach Uruguay, 1883 nach Brasilien und 1887 nach Chile.
Ziel der salesianischen Missionstätigkeit war es erklärtermaßen auch, neben der Glaubensverkündigung die Bevölkerung vor Großgrundbesitzern zu schützen und die letzten Reste ihrer Kultur zu wahren. Dem steht der Umstand entgegen, dass auch die Salesianermissionen bei verschiedenen Patagonier-Stämmen, insbesondere bei den Yámana, aufgrund eingeschleppter Krankheiten zu deren Aussterben beigetragen haben. Dass die Annäherung an sesshafte und europäische Lebensweisen, unter anderem durch die Einführung von westlicher, abgetragener Kleidung dies aufgrund der fehlenden Immunität gegen darin enthaltene Krankheitserreger verstärkte, wird von den Salesaniern Don Boscos anerkannt. Dass sie sich jedoch – wie unter anderem 2004 von Klaus Bednarz in seiner Dokumentation Am Ende der Welt: Reise von Feuerland nach Patagonien behauptet – an der Vernichtung der ethnischen Einheit und Kultur verschiedener Stämme beteiligt hätten, wird von ihnen bestritten. Dies gilt auch gegenüber dem Vorwurf, sie hätten zum Aussterben der Selk’nam (Ona) als ethnischer Einheit beigetragen, weil sie dem Stamm die Kinder weggenommen und in ihren Schulen als kulturelle „Weiße“ erzogen hätten. Prekär ist hingegen die Beteiligung an militärischen Expeditionen der Regierungen (siehe zum Beispiel General Julio Argentino Roca) als Militärkapläne, während sie in den Missionen andere Ziele als die Regierung verfolgten.

### Traditionelle Wirkungsgebiete
In einigen früheren Missionsgebieten entfalteten die Salesianer Don Boscos eine langjährige Arbeit. Insbesondere dort, wo sie zugleich den Apostolischen Prälaten bzw. Vikar oder den Bischof stellten, konnten sie dauerhaft und vertieft wirken.

#### Magallanes in Chile

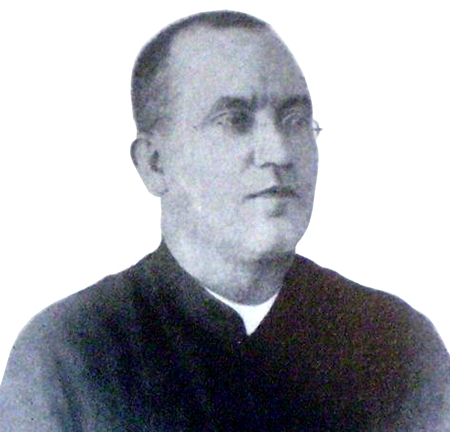
Apostolischer Präfekt José Fagnano

Im Gebiet des heutigen Bistums Punta Arenas stellen die Salesianer Don Boscos mit José Fagnano (1883–1916 Präfekt), Abraham Aguilera Bravo (1916–1924 Vikar), Arturo Jara Márquez (1926–1938), Vladimiro Boric Crnosija (1949–1973 Bischof), Tomás Osvaldo González Morales (1974–2006 Bischof) und Bernardo Bastres Florence (2006–2021 Bischof) bis 2021 durchgehend die Bischöfe.

#### Rio Negro und Mato Grosso in Brasilien
Innerhalb Brasiliens sind die Salesianer Don Boscos besonders stark in Rio Negro und in Mato Grosso vertreten, wo sie seit Luigi Giuseppe Lasagna mit der Indianerseelsorge betraut sind. Francisco de Aquino Correa und Antônio Malan waren in diesen Gebieten seit 1914 als Bischöfe tätig. Im Mato Grosso stellen sie im Gebiet der heutigen Erzbistümer Cuiabá (seit 1921) und Campo Grande (seit der Errichtung 1958) sowie den Bistümern Corumbá (seit 1918 mit Unterbrechungen) und Guiratinga (1914 bis 2000) die Bischöfe. Ähnliches gilt für das Gebiet der 1914 errichteten Apostolischen Präfektur Rio Negro, aus der das heutige Erzbistum Porto Velho (bis 1982 salesianische Bischöfe) und die Bistümer São Gabriel da Cachoeira (seit der Errichtung 1981 bis 2009) und Humaitá (1961–1998) hervorgegangen sind.

#### Méndez in Ecuador
Seit 1895 Giacomo Costamagna zum ersten Apostolischen Vikar von Apostolisches Vikariat Méndez y Gualaquiza ernannt wurde, haben die Salesianer Don Boscos dieses Amt inne.

#### Río Negro und Neuquén in Argentinien
Innerhalb Patagoniens sind die Salesianer Don Boscos besonders stark in den Provinzen Río Negro und Neuquén vertreten. In dem Gebiet des ursprünglichen Bistums Viedma, das 1934 vom Erzbistum Buenos Aires ausgegliedert worden war, stellen sie traditionell die Bischöfe, so in den dem Erzbistum Bahía Blanca unterstellten Suffraganbistümern von Viedma, Comodoro Rivadavia (bis 2005) und Río Gallegos sowie in dem zum Erzbistum Mendoza gehörigen Suffraganbistum Neuquén.

#### Guangdong in China

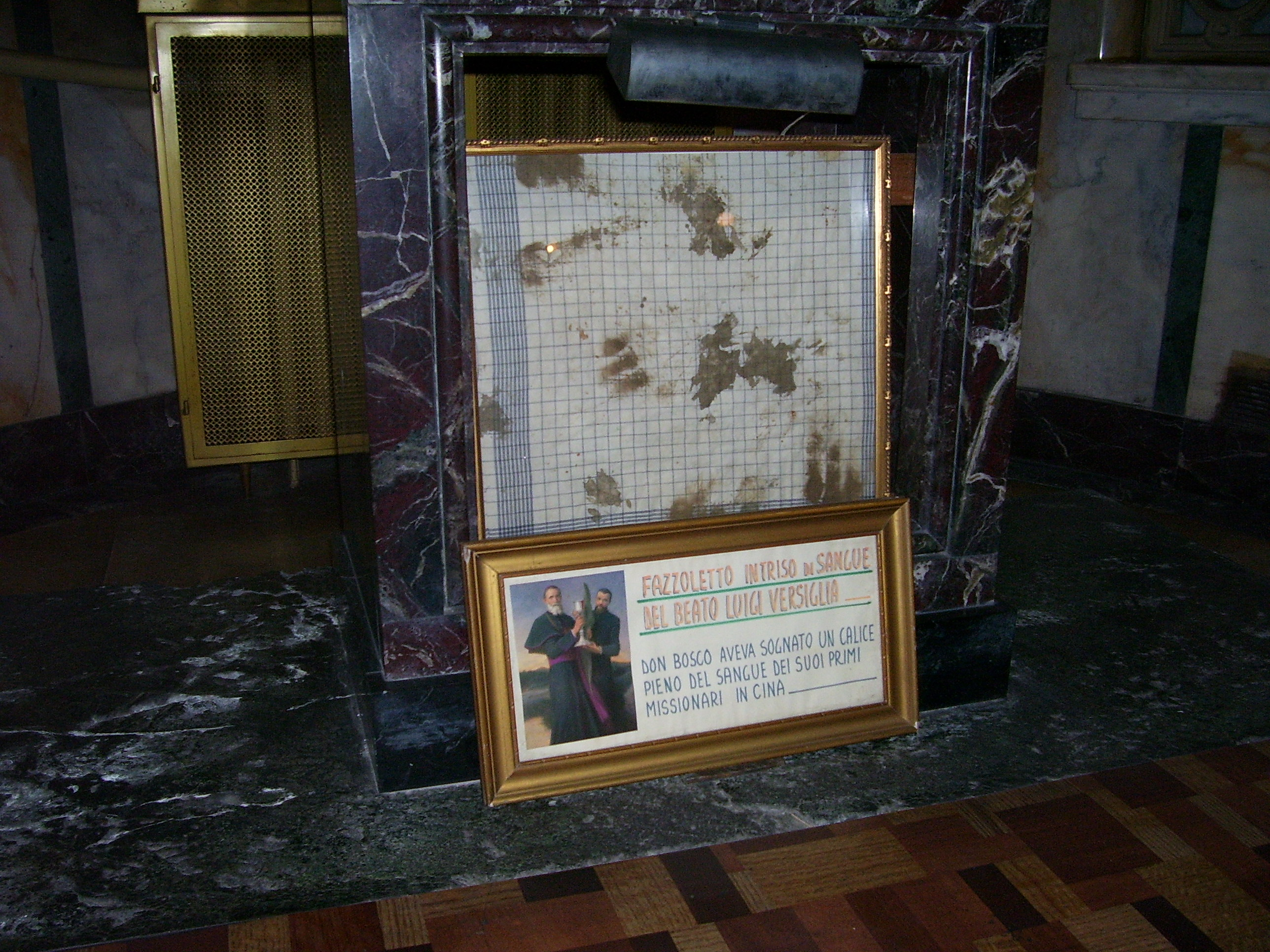
Berührungsreliquie von Aloisius Versiglia SDB

1920 wurde Aloisius Versiglia zum Vikar des Apostolischen Vikariats Siu chow in der Region Guangdong im Süden Chinas. Ihm folgen nach seinem Martyrium Ignazio Canazei (1930–1946 Vikar) und Michele Alberto Arduino (1946–1962 Bischof) weitere Salesianer Don Boscos. 1962 wurde das Bistum nicht wieder besetzt.

#### Assam, Tamil Nadu und Westbengalen in Indien
1922 wurde Louis Mathias der erste Präfekt der Apostolischen Präfektur Assam in Indien, aus der 1934 das Bistum Shillong entstand und seither salesianische Bischöfe hatte. 1951 folgten das Bistum Dibrugarh und 1995 das neu errichtete Erzbistum Guwahati mit Thomas Menamparampil als Erzbischof.
1928 wurde Eugène Mederlet Erzbischof von Madras im Bundesstaat Tamil Nadu, ihm folgte Louis Mathias, der dann 1952 Erzbischof des erweiterten Erzbistums Madras-Mylapore wurde und es bis 1965 blieb. Seit 2005 ist das Erzbistum wieder mit einem Salesianer Don Boscos besetzt. Seit 1934 ist auch das Bistum Krishnagar im Bundesstaat Westbengalen durchgehend mit Salesianern Don Boscos als Bischöfen besetzt worden.

#### Puerto Ayacucho in Venezuela
Erstmals 1932 wurde ein Salesianer Don Boscos Präfekt von Alto Orinoco im Bundesstaat Amazonas. Seit 1953 stellten die Salesianer Don Boscos den Apostolischen Vikar im daraus hervorgegangenen Apostolischen Vikariat Puerto Ayacucho.

#### Sakania in der Demokratischen Republik Kongo
1939 wurde Joseph Sak Apostolischer Vikar von Sakania in der heutigen Demokratischen Republik Kongo. Auch als es 1959 zum Bistum erhoben wurde, wurde es häufig mit Salesianern Don Boscos besetzt.

#### Rajaburi in Thailand
1941 wurde Gaétan Pasotti Apostolischer Vikar von Rajaburi. Seit 1969 das Bistum Surat Thani von diesem Vikariat abgespalten wurde, sind die Bischöfe dort Salesianer Don Boscos, seit 2004 Joseph Prathan Sridarunsil.

#### Tegucigalpa in Honduras
Seit 1947 stellen die Salesianer Don Boscos den Erzbischof im traditionsreichen Erzbistum Tegucigalpa. Zurzeit (2015) ist dies Óscar Rodríguez Maradiaga.

#### Paraguay
Seit 1948 stellen die Salesianer Don Boscos den Apostolischen Vikar von Chaco Paraguayo. In Coronel Oviedo unterhalten sie eine Landwirtschaftsschule, an der auch allgemeinbildende Inhalte vermittelt werden.

#### Baku in Aserbaidschan
Seit 2000 stellen die Salesianer Don Boscos mit Jozef Dniel Pravda (2000–2003), Ján Čapla (2003–2009) und Vladimir Fekete (seit 2009) in der Mission „Sui Iuris“ von Baku den Superior in Aserbaidschan. Das Gebiet gehörte vorher zur Apostolischen Administratur Kaukasus, die im Dezember 1993 errichtet worden war, und wurde 2011 zur Apostolischen Präfektur erhoben. Vladimir Fekete wurde im Dezember 2017 außerdem zum Titularbischof ernannt.

### Ziel der aktuellen Tätigkeit
In 132 Ländern der Welt unterstützt die Ordensgemeinschaft arme und sozial benachteiligte Jugendliche sowie Straßenkinder und Kindersoldaten durch Schulunterricht, Berufsbildung und Jugendarbeit – egal, welchem Glauben oder welcher Nationalität sie angehören.

### Missionsprokuren
Über mehrere Missionsprokuren werden die weltweiten Hilfsprojekte koordiniert.

#### Deutsche Provinz (Deutschland und deutschsprachige Schweiz)
Die Missionsprokuren der Deutschen Provinz befinden sich in Bonn und – für die Schweiz – in Beromünster.
Von 1978 bis 2003 hat Pater Karl Oerder die Bonner Missionsprokur geleitet und geprägt, von 2003 bis 2012 leitete der Ordensbruder Jean Paul Muller die „Don Bosco Misson“, bevor er zum Generalökonom nach Rom berufen wurde. Seit 2012 war Pater Clemens Schliermann Missionprokurator und Nelson Penedo Geschäftsführer. Während Nelson Penedo weiter in dieser Funktion tätig ist, übernahm Pater Josef Grünner seit 2017 die Funktion des Missionsprokurators. In enger Verbindung zur deutschen Missionsprokur steht der Verein Don Bosco Mondo e.V.
Die Schweizer Don Bosco Mission heißt „Vereinigung Don Bosco Werk“. Derzeitiger Missionsprokurator ist Pater Anton Rogger. Ein zugehöriger Förderverein ist die Jugendhilfe Lateinamerika.

#### Österreichische Provinz
Die österreichische Missionsprokur in Wien wird vom Provinzial Pater Siegfried M. Kettner als Obmann und von Bruder Günter Mayer (Vorgänger: P. Bernhard Maier) als Missionsprokurator und Geschäftsführer des Vereines Don Bosco Mission Austria geleitet. Dieser Verein sammelt Spenden für Don Bosco Projekte weltweit.

#### Weltweit
Darüber hinaus existieren vier weitere Koordinationszentren in Madrid, Turin, Rom und New Rochelle/USA.

### Arbeit der Don Bosco Mission in Bonn
Weltweit fördert die Don Bosco Mission in Bonn jährlich ca. 700 Projekte für junge Menschen unabhängig von Hautfarbe, Geschlecht, Herkunft, Glauben und sozialem Status.
In Bildungsprogrammen, Ausbildungsplätzen und Straßenkinderzentren arbeitet die Don Bosco Mission vor Ort mit den betroffenen Jugendlichen zusammen. Bekannt geworden sind die Einrichtungen der Salesianer vor allem durch ihre Konzentration auf berufliche Bildung und ihre Arbeit mit Straßenkindern. Engagement und Fürsorge für junge Menschen, besonders für arme, gefährdete und benachteiligte, stehen dabei im Vordergrund. Grundlage der Arbeit ist das pädagogische Konzept von Don Bosco, die Pädagogik der Vorsorge.
Finanziert werden die geförderten Hilfsprojekte durch Spenden, Fundraising und Beiträge verschiedener christlicher Hilfswerke und Diözesen, z. B. Misereor, päpstliches Kinderhilfswerk.
Gemeinsam mit einer Koordinationsstelle in München entsendet und begleitet die Don Bosco Mission in Bonn als größter kirchlicher Anbieter von Plätzen für den Internationalen Freiwilligendienst die Don Bosco Volunteers.

## Don-Bosco-Stiftungszentrum
Die Salesianer Don Boscos in Deutschland unterhalten als rechtlichen Rahmen für treuhänderische Stiftungen zur Förderung ihrer Arbeit im In- und Ausland ein Don-Bosco-Stiftungszentrum, das seit 31. Januar 2001 durch die Regierung von Oberbayern als rechtsfähige, öffentliche Stiftung bürgerlichen Rechts anerkannt und vom Finanzamt München für Körperschaften wegen der Förderung von Jugendhilfe und Bildung steuerlich freigestellt wurde.

## Niederlassungen und Einrichtungen

### Deutsche Provinz
Von den derzeit 32 Einrichtungen der deutschen Provinz befinden sich 14 im Bundesland Bayern, drei in Sachsen und Berlin sowie eine in der deutschsprachigen Schweiz:
| Ort                   | Gründung    | Aufgaben (Auswahl) | Mitbrüder                       | Bistum               | Bundesland          |
| --------------------- | ----------- | --- | ------------------------------- | -------------------- | ------------------- |
| Aschau am Inn         | 1950        | Berufsbildungswerk Waldwinkel, Pfarrseelsorge | ja                              | München und Freising | Bayern              |
| Augsburg              | 1962        | Pfarrseelsorge, Verbändearbeit | gehören zu München-Provinzialat | Augsburg             | Bayern              |
| Bamberg               | 1919 (1931) | St. Josefsheim, Canisiusheim, Kinderhorte, Jugendsozialarbeit | gehören zu Pfaffendorf          | Bamberg              | Bayern              |
| Benediktbeuern        | 1930        | Aktionszentrum Benediktbeuern, Philosophisch-Theologische Hochschule Benediktbeuern (geschlossen), Jugendpastoralinstitut, Jugendherberge, Zentrum für Umwelt und Kultur, Institut für Salesianische Spiritualität, Pfarrseelsorge | ja                              | Augsburg             | Bayern              |
| Berlin                | 1955 2005   | Jugendsozialarbeit, Pfarrseelsorge, Jugendgästehaus, Künstlerseelsorge Don-Bosco Zentrum Marzahn-Hellersdorf | ja                              | Berlin               | Berlin              |
| Beromünster (Schweiz) | 1959        | Gästehaus, Internat, Jugendseelsorge, Missionsprokur, Pfarrseelsorge | ja                              | Basel                | Kanton Luzern       |
| Bonn                  | 1969        | Missionsprokur, Pfarrseelsorge | ja                              | Köln                 | Nordrhein-Westfalen |
| Burgstädt             | 1992        | Berufliche Rehabilitation, Berufsvorbereitung und -ausbildung | nein                            | Dresden-Meißen       | Sachsen             |
| Buxheim               | 1926        | Internat Marianum Buxheim (bis Sommer 2011), Jugendseelsorge, Schulpastoral, Pfarrseelsorge | ja                              | Augsburg             | Bayern              |
| Chemnitz              | 1991        | Offene Kinder- und Jugendarbeit, Schulsozialarbeit, Familienbildung, ambulante Hilfen zu Erziehung, Aktivierungshilfe SGBII, Kinder- und Jugendzirkus, Offene Tür, Pfarrseelsorge                                                  | ja                              | Dresden-Meißen       | Sachsen             |
| Ensdorf               | 1920        | Jugendbildungshaus, Pfarrseelsorge, Dekanatsjugendseelsorge | ja                              | Regensburg           | Bayern              |
| Essen-Borbeck         | 1921        | Don-Bosco-Gymnasium Essen, Offene Tür, Pfarrseelsorge | ja                              | Essen                | Nordrhein-Westfalen |
| Forchheim             | 1964        | Jugendwohnheim, Jugendherberge, Pfarrseelsorge | ja                              | Bamberg              | Bayern              |
| Hannover              | 1950        | Pfarrseelsorge, Schulseelsorge | ja                              | Hildesheim           | Niedersachsen       |
| Heiligenstadt         | 1992        | Offene Jugendarbeit, Jugendsozialarbeit, Schulsozialarbeit | ja                              | Erfurt               | Thüringen           |
| Helenenberg           | 1926        | Jugendhilfe, Berufsvorbereitung und -ausbildung | ja                              | Trier                | Rheinland-Pfalz     |
| Jünkerath             | 1953        | Jugendbildungsstätte, Gästehaus, Schulsozialarbeit, Hilfe zur Erziehung | ja                              | Trier                | Rheinland-Pfalz     |
| Kassel                | 1936        | Pfarrseelsorge | gehören zu Heiligenstadt        | Fulda                | Hessen              |
| Köln                  | 1964        | Offene Tür, Pfarrseelsorge | ja                              | Köln                 | Nordrhein-Westfalen |
| Konstanz              | 1954        | Pfarrseelsorge, Dekanatsjugendseelsorge | gehören zu Beromünster          | Freiburg             | Baden-Württemberg   |
| Mainz                 | 1987        | Emigrantenseelsorge | gehören zu Bonn                 | Mainz                | Rheinland-Pfalz     |
| Mettenheim            | 1992        | berufliche Qualifizierung | nein                            | München und Freising | Bayern              |
| München               | 1919        | Provinzialat, Pfarrseelsorge, dazugehörig auch das Ferienhaus in Rimsting, Jugendwohnheim, Schülertagesstätte, Jugendgästehaus | ja                              | München und Freising | Bayern              |
| Nürnberg              | 1962        | Jugendwohnheim, Offene Jugendarbeit, Kinderhort, Pfarrei | gehören zu Forchheim            | Bamberg              | Bayern              |
| Pfaffendorf           | 1954        | Heilpädagogisches Heim Schloss Pfaffendorf, Sonderpädagogische Förderzentren, Pfarrseelsorge | ja                              | Würzburg             | Bayern              |
| Regensburg            | 1923        | Jugendhilfe, Jugendwohnheim, Jugendtreffpunkt | ja                              | Regensburg           | Bayern              |
| Sannerz               | 1947        | Jugendhilfezentrum | ja                              | Fulda                | Hessen              |
| Trier                 | 1947        | Offene Tür, Pfarrseelsorge | ja                              | Trier                | Rheinland-Pfalz     |
| Vilsbiburg            | 2005        | Wallfahrtsseelsorge an der Wallfahrtskirche Maria Hilf | gehören zu Aschau-Waldwinkel    | Regensburg           | Bayern              |
| Würzburg              | 1916        | Berufsbildungswerk, Pfarrseelsorge | ja                              | Würzburg             | Bayern              |

Die noch in der Pfarrseelsorge wirkenden Mitbrüder der ehemaligen Niederlassung Velbert gehören zur Niederlassung Essen-Borbeck.
Ehemalige Einrichtungen befanden sich außerdem in Amberg (1930–1937), Bad Neustadt an der Saale (1953–1980), Bendorf-Sayn (1949–1999?), Bochum (1949–1950), Burghausen (1920–1986), Duisburg (1953–1983), Freyung (1919–1931), Furtwangen, Skiinternat (1962–2010), Hannover-Ricklingen (1950–1976), Kempten (Allgäu) (1956–1998?), Mannheim (1949–1977), Marienhausen (1924–1991), Memmingen (1966–1984), Neunkirchen-Seelscheid (Antoniuskolleg, 1957 (1962)-2014), Passau (1919–1950), Saarbrücken (1953–1979), Stockholm/Södertälje in Schweden (1930–2008) und Wiesbaden (1927–1970).
2012 wurden die Niederlassungen München-Provinzialat und München-Salesianum zur Niederlassung München vereinigt.
2022 wurde die Niederlassung in Stuttgart geschlossen.

### Österreichische Provinz
In der österreichischen Provinz gibt es 7 Niederlassungen der Salesianer Don Boscos, nämlich in Amstetten (Stadtpfarrei), Fulpmes (Schülerheim), Klagenfurt (Pfarreien und Schülerheim), das Don Bosco Gymnasium Unterwaltersdorf in Ebreichsdorf, die Pfarrkirche Don Bosco mit Hochschülerheim in Wien 3, Wien 13 (Provinzialat und Don-Bosco-Haus) und Wien 22 (Pfarrei). Die Salesianer Don Boscos sind in der österreichischen Provinz eine der Trägerorganisationen des sozialpädagogisch österreichweit tätigen Don Bosco Sozialwerkes, das sich um unbegleitete minderjährige Flüchtlinge – kurz „umF“ – kümmert. Als Verein „Don Bosco Mission Austria“ sammelt die Missionsprokur der Salesianer Don Boscos in Österreich Spenden für Projekte als Nothilfe in aller Welt.

## Personen

### Liste der Generaloberen
| Stand | Name                      | Vorname     | Vorname Landessprache | Geburt | Herkunft    | Beginn der Amtszeit | Ende der Amtszeit | Tod  | Bild                   |
| ----- | ------------------------- | ----------- | --------------------- | ------ | ----------- | ------------------- | ----------------- | ---- | ---------------------- |
| Hl.   | Bosco                     | Johannes    | Giovanni              | 1815   | Italien     | 1859                | 1888              | 1888 | Don Bosco              |
| Sel.  | Rua                       | Michael     | Michele               | 1837   | Italien     | 1888                | 1910              | 1910 | Don Rua                |
|       | Albera                    | Paul        | Paolo                 | 1845   | Italien     | 1910                | 1921              | 1921 | "Kleiner Don Bosco"    |
| Sel.  | Rinaldi                   | Philipp     | Filippo               | 1856   | Italien     | 1922                | 1931              | 1931 | Philipp Rinaldi        |
|       | Ricaldone                 | Peter       | Pietro                | 1870   | Italien     | 1932                | 1951              | 1951 | [ 18 ]                 |
|       | Ziggiotti                 | Renatus     | Renato                | 1892   | Italien     | 1952                | 1965              | 1983 |                        |
|       | Ricceri                   | Alois       | Luigi                 | 1901   | Italien     | 1965                | 1977              | 1989 |                        |
|       | Viganò                    | Ägidius     | Egidio                | 1920   | Italien     | 1977                | 1995              | 1995 |                        |
|       | Vecchi                    | Johannes E. | Juan E.               | 1931   | Argentinien | 1996                | 2002              | 2002 |                        |
|       | Chávez Villanueva         | Pascual     | Pascual               | 1947   | Mexiko      | 2002                | 2014              |      | Don Chavez             |
|       | Kardinal Fernández Artime | Ángel       | Ángel                 | 1960   | Spanien     | 2014                | 2024              |      | Ángel Fernández Artime |
|       | Martoglio (ad interim)    | Stefano     | Stefano               | 1965   | Italien     | 2024                |                   |      |                        |
|       | Attard                    | Fabio       | Fabio                 | 1959   | Malta       | 2025                |                   |      |                        |

### Liste der Provinziale im deutschsprachigen Raum
Österreichisch-Ungarische Provinz (1905–1919)
- P. Emanuele Manassero, 1905–1911
- P. Pietro Tirone, 1911–1919

(Österreichisch-)Deutsch-Ungarische Provinz (1919–1926)
- P. August Hlond, 1919–1922
- P. Franz Xaver Niedermayer, 1922–1926

Österreichisch-Deutsche Provinz (1926–1935)
- P. Franz Xaver Niedermayer, 1926–1935

Deutsche Provinz (1935–1954)
- P. Franz Xaver Niedermayer, 1935–1941
- P. Theodor Seelbach, 1941–1949
- P. Johannes Greiner, 1949–1954

Österreichische Provinz (1935–dato)
- P. Georg Wagner, 1935–1949
- P. Georg Nitsch, 1949–1961
- P. Gerhard Grieb, 1961–1967
- P. Franz Penz, 1967–1972
- P. Josef Pitzl, 1972–1978
- P. Ludwig Schwarz, 1978–1984
- P. Josef Keler, 1984–1996
- P. Josef Vösl, 1996–2002
- P. Franz Wöß, 2002–2008
- P. Rudolf Osanger, 2008–14. August 2014
- P. Petrus Obermüller, 2014–2020
- P. Siegfried M. Kettner, ab 15. August 2020

Norddeutsche Provinz (1954–2005)
- P. Theodor Seelbach, 1954–1958
- P. Alfons Martin, 1958–1964
- P. Wilhelm Diebold, 1964–1970
- P. Karl Oerder, 1970–1978, danach bis 2003 Missionsprokurator und Gründungsdirektor von Don Bosco Mission
- P. Josef Opper, 1978–1984
- P. Reinhard Helbing, 1984–1990
- P. Georg Demming, 1990–1999
- P. Meinolf von Spee, 1999–2005

Süddeutsche Provinz (1954–2005)
- P. Johannes Greiner, 1954–1958
- P. Alois Leinfelder, 1958–1967
- P. Franz Burger, 1967–1973
- P. Richard Feuerlein, 1973–1979
- P. August Brecheisen, 1979–1991
- P. Herbert Bihlmayer, 1991–2003
- P. Josef Grünner, 2003–2005

Deutsche Provinz (2005–dato)
- P. Josef Grünner, 2005–2017
- P. Reinhard Gesing, 2017–dato

### Bekannte Salesianer (international)
- Kardinal Giovanni Cagliero, Kardinal seit 1920 († 1926)
- Kardinal August Hlond, polnischer Primas, Kardinal seit 1927 († 1948)
- Kardinal Raúl Silva Henríquez, Erzbischof von Santiago de Chile, Kardinal seit 1962 († 1999)
- Kardinal Štěpán Trochta, Kardinal seit 1969 († 1974)
- Kardinal Miguel Obando Bravo, emeritierter Erzbischof von Managua, Kardinal seit 1985
- Kardinal Rosalio Castillo Lara, Kurienkardinal, Kardinal seit 1985 († 2007)
- Kardinal Antonio María Javierre Ortas, Kurienkardinal seit 1988 († 2007)
- Kardinal Oscar Andrés Rodríguez Maradiaga, Erzbischof von Tegucigalpa, Kardinal seit 2001
- Kardinal Antonio Ignacio Velasco García, Erzbischof von Caracas († 2003)
- Kardinal Tarcisio Bertone, vatikanischer Staatssekretär (seit 2006), Kardinal seit 2003
- Kardinal Joseph Zen Ze-kiun, Erzbischof von Hongkong, Kardinal seit 2005
- Kardinal Raffaele Farina, Kurienkardinal seit 2007
- Kardinal Angelo Amato, Kurienkardinal seit 2010 und Präfekt der Kongregation für die Selig- und Heiligsprechungsprozesse († 2024)
- Kardinal Ricardo Ezzati Andrello, Erzbischof von Santiago de Chile, Kardinal seit 2014
- Kardinal Charles Maung Bo, Erzbischof von Yangon, Kardinal seit 2015
- Kardinal Daniel Fernando Sturla Berhouet, Erzbischof von Montevideo, Kardinal seit 2015
- Erzbischof Claude Eugène Méderlet, Erzbischof von Madras (seit 1928; † 1934)
- Erzbischof Ismael Blas Rolón Silvero, em. Erzbischof von Asunción (seit 1970; † 2010)
- Erzbischof Thomas Menamparampil, Erzbischof von Guwahati (seit 1995)
- Erzbischof Calogero La Piana, Erzbischof von Messina-Lipari-Santa Lucia del Mela (seit 2006)
- Bischof Vincenzo Cimatti (1879–1965), Japanmissionar
- Bischof Carlos Filipe Ximenes Belo, Friedensnobelpreisträger 1996 und ehemaliger Apostolischer Administrator von Dili. Beschuldigt der mehrfachen Vergewaltigung Jugendlicher.
- Bischof Adrianus Herman van Luyn, Bischof von Rotterdam
- Bischof Vartán Waldir Boghossian, armenisch-katholischer Bischof in Brasilien
- Bischof Ducange Sylvain, Generalsekretär der haitianischen Bischofskonferenz († 2021)
- Bischof Lucas Van Looy, Bischof von Gent
- Pater Alberto Maria De Agostini, Missionar und Forscher
- Pater Pio Scilligo, Psychologe (Hochschullehrer und Institutsgründer)

### Bekannte Salesianer (deutschsprachig)
Als Bischof:
- Kardinal Alfons Maria Stickler, Kurienkardinal, Kardinal seit 1985 († 2007)
- Erzbischof Alois Kothgasser, von 2003 bis 2014 Erzbischof von Salzburg, in diesen Zeiten auch Primas Germaniae sowie geborener päpstlicher Legat.
- Bischof Ludwig Schwarz, Bischof von Linz
- Bischof Stefan Oster, Bischof von Passau

Als Missionsbischof:
- Bischof Josef Domitrovitsch, Missionsbischof in Argentinien
- Bischof Friedrich Heimler, Missionsbischof in Brasilien († 2018)

Als Missionar:
- Rudolf Lunkenbein (Brasilien), Josef Thannhuber (Brasilien), Alois Würstle (Brasilien), Georg Schwarz (China, Philippinen)

Als Direktoren und Einrichtungsleiter:
- Edmund Johannes Lutz (Don-Bosco-Verlag), Georg Söll (Benediktbeuern), Michael Spitz (München), Johannes Lechermann (Burghausen, Ensdorf, Benediktbeuern), Theodor Hartz (Essen-Borbeck, Benediktbeuern)

Als Hochschullehrer:
- Lothar Bily (Fundamentaltheologie), Anton Bodem (Dogmatik), Peter Boekholt (Kirchenrecht), Karl Bopp (Pastoraltheologie), Alois Kothgasser (Dogmatik), Johannes Lechermann (Moraltheologie), Horacio E. Lona (Bibelwissenschaften), Raimund Luschin (Moraltheologie), Stefan Oster (Dogmatik), Johannes Perk (Bibelwissenschaften), Jacques Schepens (Religionspädagogik und Katechetik), Ottmar Schoch (Psychologie), Georg Söll (Dogmatik), Michael Spitz (Religionspädagogik und Homiletik), Otto Wahl (Altes Testament), Leo Weber (Kirchen- und Kunstgeschichte)

Aufgrund des Vorberufs:
- Thomas Astan

## Missbrauchsvorwürfe und Konsequenzen
Im Zuge der seit Ende Januar 2010 geführten Diskussion um sexuellen Missbrauch in der römisch-katholischen Kirche in Deutschland waren auch die Salesianer Don Boscos in Deutschland von Missbrauchsvorwürfen betroffen. Öffentlich wahrgenommen wurden Vorwürfe bezüglich eines ehemaligen Heims in Augsburg, eines ehemaligen Lehrlings- und Schülerheims in Berlin-Wannsee und eines ehemaligen Internats in Bendorf.
Nach dem Bekanntwerden von Missbrauchsfällen wurde eine Arbeitsgruppe aus internen und externen Personen eingerichtet, die regelmäßig Zwischenberichte veröffentlichte. Der dritte Zwischenbericht nennt 62 Meldungen von Betroffenen ab dem Zeitraum der 1950er-Jahre; 28 davon bezogen sich auf sexuelle Übergriffe unterschiedlicher Schwere. Unter den gemeldeten Fällen sind auch solche, die bereits bekannt und strafrechtlich abgeurteilt waren. Der dritte Zwischenbericht enthält auch bereits einige Konsequenzen für die Arbeit in den Einrichtungen. Nachdem bereits 2003 mit Günther Schatz ein Beauftragter für aktuelle Fälle von sexuellem Missbrauch eingesetzt worden war, der gemäß den Leitlinien der Deutschen Bischofskonferenz zum Vorgehen bei sexuellem Missbrauch die Arbeit der ordenseigenen Einrichtungen als externer Sachverständiger und Ansprechpartner begleiten sollte, wurde nunmehr in jeder salesianischen Einrichtung eine Vertrauensperson als Ansprechpartner benannt. Pädagogische und Leitungsteams sind in Zukunft verpflichtet, bei ihren Teamsitzungen, in Supervisionen und bei Konferenzen das Thema Missbrauch und Misshandlung regelmäßig zu reflektieren. Wer in die Ordensgemeinschaft eintreten möchte oder als Mitarbeiter bei den Salesianern in der Arbeit mit Kindern und Jugendlichen tätig wird, benötigt ein erweitertes Führungszeugnis. Außerdem soll in der Probezeit als Mitarbeiter bzw. Vorbereitungsphase für den Ordenseintritt auf die persönliche Reife und soziale Kompetenz besonders geachtet werden. Sowohl die Sensibilisierung der Mitarbeiter als auch der Jugendlichen soll durch ganzheitliche Bildungsangebote gefördert werden.
Weitere Berichte der Arbeitsgruppe stammen vom 23. Februar 2011 und vom 26. März 2012. Bis zum Februar 2011 waren 120 Vorgänge eingegangen, die sich auf den Zeitraum von 1950 bis in die achtziger Jahre beziehen. Rund die Hälfte der Vorwürfe bezieht sich auf körperliche Gewalt, die Hälfte auf sexuelle Übergriffe in unterschiedlicher Schwere. In einigen Fällen wird auch die Ausübung religiösen Drucks beklagt. Bis zum März 2012 waren dann der Arbeitsgruppe nur wenige weitere Fälle gemeldet worden. Der Schwerpunkt ihrer Arbeit habe sich daher auf die Begleitung der Betroffenen, auf die Aufarbeitung und Präventionsmaßnahmen in den Einrichtungen der Provinz konzentriert.
Der amerikanische Fernsehsender CNN veröffentlichte im November 2019 eine Dokumentation über massiven Missbrauch durch einen Ordensangehörigen in der Zentralafrikanischen Republik, dessen pädophile Vorgeschichte dem Orden bekannt war.